# Magherno
Magherno ist eine norditalienische Gemeinde (comune) mit 1778 Einwohnern (Stand 31. Dezember 2023) in der Provinz Pavia in der Lombardei. Die Gemeinde liegt etwa 14 Kilometer ostnordöstlich von Pavia am Lambro Meridionale.

## Verkehr
Am Südrand der Gemeinde verläuft die frühere Strada Statale 235 di Orzinuovi (heute: Provinzstraße SPBS 235) von Pavia nach Roncadelle.